# Belarussische Griechisch-Katholische Kirche

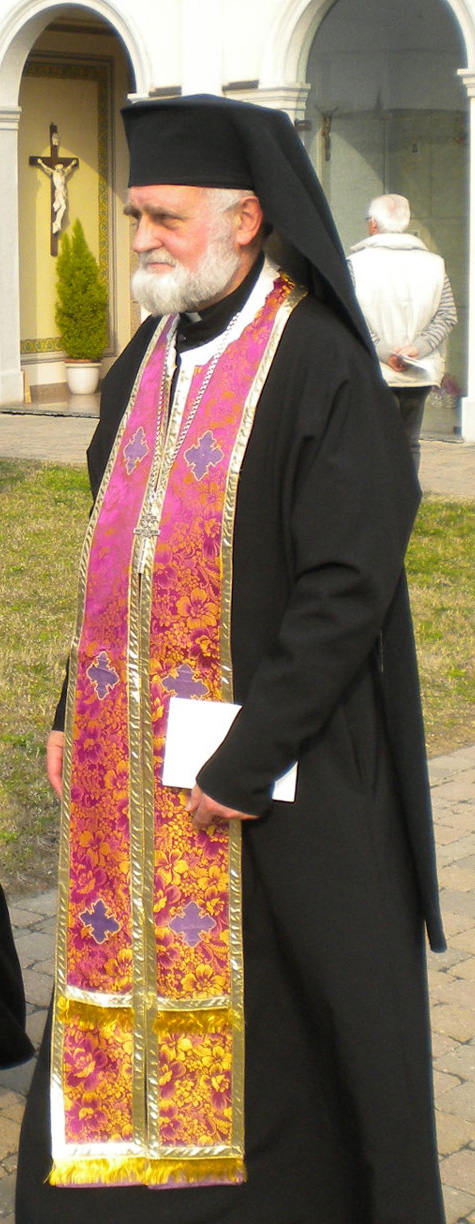
Der apostolische Administrator der Kirche, Jan Sergiusz Gajek

Die Belarussische Griechisch-Katholische Kirche ist eine der unierten Kirchen und damit ein Teil der Römisch-Katholischen Kirche. Wie andere katholischen Kirchen untersteht sie letztlich dem Papst, sie hat aber einen byzantinischen Ritus.
Über die weltweite Zahl der unierten Belarussen gibt es keine kirchenamtlichen Angaben. Es gibt amerikanische Diasporagemeinden, Zentren der europäischen Diaspora sind London und Antwerpen, mit Alexander Nadson als Visitator in England. Diese Gemeinschaften unterstehen der örtlichen römisch-katholischen Jurisdiktion.

## Geschichte
Die Existenz der Unierten in Belarus geht, wie auch die Ukrainisch-Katholische Kirche, auf die Kirchenunion von Brest, im Jahre 1595/96, zurück. In den folgenden Zeiten durch das Russische Reich unterdrückt gab es bereits Ende des 19. Jahrhunderts kaum mehr Unierte in Belarus. Aber bis in die Zwischenkriegszeit waren die belarussischen Unierten als Kirche sui juris (d. h. eigenen Rechts) anerkannt. Nach dem Ersten Weltkrieg hatten sie in den zu Polen gehörenden Gebieten etwa 30.000 Gläubige, 1931 wurde für sie ein Apostolischer Visitator ernannt und 1940 ein eigenes Exarchat eingerichtet, das aber angesichts des Krieges nie normal funktioniert hat. Als die ostpolnischen Gebiete nach dem Zweiten Weltkrieg jedoch an die Sowjetunion gelangten, vollzog diese eine Zwangsunion mit der Russisch-Orthodoxen Kirche. Nach dem Krieg existierten in Polen nur mehr einzelne belarussisch-unierte Gemeinden und darüber hinaus Gemeinden von Emigranten in Amerika und Westeuropa.
Mit der Erlangung der Unabhängigkeit der Republik Belarus im Jahr 1991, lebte die unierte Tradition auch östlich des Bug wieder auf, und es bestehen wieder einige unierte Pfarreien mit einigen tausend Gläubigen. Angesichts der geringen Zahl verzichtete der Heilige Stuhl aber auf die Wiedererrichtung einer eigenen Hierarchie für die unierten Belarussen. Sie wurden stattdessen den lokalen römisch-katholischen Diözesen unterstellt. Zur Betreuung der Unierten ernannte Papst Johannes Paul II. 1993 zusätzlich einen Apostolischen Visitator, Archimandrit Jan Sergiusz Gajek, mit Sitz im polnischen Lublin. In den päpstlichen Dokumenten werden die unierten Belarussen als Gemeinschaft und nicht als (Teil-)Kirche bezeichnet, denn sie sind der Hierarchie des lateinischen Ritus untergeordnet,  wenn auch in ihren Angelegenheiten das spezielle Kirchenrecht für die östlichen Katholiken angewendet wird; man spricht aber von der Belarussischen griechisch-katholischen Kirche. Sie umfasst heute etwa 8000 Gläubige in etwa 20 Gemeinden.
Papst Franziskus errichtete am 30. März 2023 die Apostolische Administratur für die Gläubigen des byzantinischen Ritus in Belarus. Zum ersten Apostolischen Administrator ernannte er den polnischen Ordenspriester Jan Sergiusz Gajek MIC, ohne ihm die Bischofswürde zu verleihen.